# Antoine Bergier
 (août 2025).
Si vous disposez d'ouvrages ou d'articles de référence ou si vous connaissez des sites web de qualité traitant du thème abordé ici, merci de compléter l'article en donnant les références utiles à sa vérifiabilité et en les liant à la section « Notes et références ».
Pour les articles homonymes, voir Bergier.
Antoine Bergier, né le 13 décembre 1742 à Circoux (commune de Lamontgie) et mort le 28 décembre 1826 à Clermont-Ferrand, est un avocat et homme politique français.

## Biographie
Fils d'Antoine Bergier, bourgeois, il fut député du Puy-de-Dôme, jurisconsulte. Il fut membre du Conseil des Cinq-Cents, puis du Corps législatif, et l'auteur de divers ouvrages juridiques. Il fut le sixième maire de Clermont-Ferrand en 1795.
De 1811 à 1823, il est bâtonnier de l'ordre des avocats de Clermont-Ferrand.

## Sources
- « Antoine Bergier », dans Adolphe Robert et Gaston Cougny, Dictionnaire des parlementaires français, Edgar Bourloton, 1889-1891 [détail de l’édition]